# Julio Quintana
Pour les articles homonymes, voir Quintana et Calmet.
Julio Quintana, de son nom complet Julio Gilberto Quintana Calmet (13 juillet 1904 – 16 juin 1981), était un joueur et entraîneur péruvien de football.

## Biographie

### Carrière de joueur
Julio Quintana évolue au milieu de terrain dans le club péruvien d'Alianza Lima, pendant sa carrière de club et internationale avec le Pérou. Il est appelé par le sélectionneur espagnol Francisco Bru, avec 21 autres joueurs péruviens, afin de participer à la Coupe du monde 1930 en Uruguay. Son pays tombe dans le groupe C avec la Roumanie et le futur vainqueur et hôte, l'Uruguay, bien qu'il ne joue aucun des deux matchs de son équipe pendant ce mondial.

## Palmarès(entraîneur)
Alianza Lima
- Champion du Pérou D2 (1) :
  - Champion : 1939.